# Йозеф Ґочар
Йозеф Ґочар (чеськ. Josef Gočár, 13 березня 1880, Семин, поблизу Пардубиць — 10 вересня 1945, Їчин) — чеський архітектор, один із засновників сучасної чеської архітектури. Член Чеської академії наук і мистецтва.

## Біографія
Йозеф Ґочар народився 13 березня 1880 року поблизу міста Пардубиці. Він був учнем архітектора Яна Котери. Будинки, побудовані Ґочарем у ранній період творчості, створені в стилі кубізм. Пізніше — у чеському специфічному архітектурному стилі, в рондокубізмі. Наприкінці 1920-х років його споруди набули рис функціоналізму. Проте сам архітектор не приєднувався до функціоналістського руху. Особливо багато уваги як зодчий і фахівець з міського планування Й. Ґочар приділяв місту Градець-Кралове. Працював також викладачем.
Йосиф Ґочар помер у Їчині, похований у Славіні у Вишеграді.

## Творчість

### Ранній період
З 1905 року Йозеф розпочав перші проєкти будинків у Градець-Кралове. Після закінчення працював у студії Котера. У 1908 році він покинув її і став незалежним. Йозеф Ґочар також став членом Асоціації архітекторів. Червона вілла Йозефа Бінка в Крюмбурку (1908—1909) — його перша самостійна робота. У 1909—1910 роках він здійснив перші великі проєкти: сходи до костелу Діви Марії в Градець-Кралове (будівля із залізобетону сполучає площу з периметром дороги під стінами) та універмаг в Яромежі. З 1910 року зведена залізобетонна конструкція водосховища в Лазне Богданеч.
У 1909—1910 роках у Пардубицях було встановлено млини Вінтерніц у мальовничому місці на правому березі річки Грудимка.

### Кубізм
Архітектор створив найвагоміші споруди своєї кубістичної епохи: Будинок Чорної Мадонни в Празі та Спа-будинок — Павільйон Ґочара у Лазне Богданеч.
Він також брав участь у створенні інтер'єрів, створив низку дизайнів будинків, меблів тощо.
Період рондокубізму розпочався у 1920-х роках, в цей час були зведені й інші важливі споруди. У 1921—1923 роках будівництво Легіобанка в Празі було завершено. Будівля задумана як палладієва архітектура з п'ятьма осями з рельєфом Гутфреунда по всій ширині перегородок і парапету, що підтримується на обох кінцях і над входом скульптурами Яна Штурса.

### Урбанізм у Градець-Кралове
На початку 1920-х Йозеф Ґочар почав інтенсивно працювати в Градець-Кралове. Ґочар поступово опрацював план зонування міста, створив план регулювання набережної, будівництво в басейні Ельби, шкільні квартали (гімназія Й. К. Тіля), центр міста (сьогоднішня площа Ульріха). Плани будівництва також включали систему зовнішньої кільцевої дороги.

### Функціоналізм
У 1927—1928 роках Йозеф Ґочар почав роботи над одною з найвизначніших функціоналістських будівель, церквою св. Вацлава.
Наприкінці 1920-х років почався період конструктивізму, і Ґочар продовжив будівництво у Градець- Кралове. У 1927—1932 роках було збудовано будівлю Державної залізниці — залізобетонну конструктивістську будівлю з муром.
Робота Ґочара в Градець-Кралове завершилася в 1931—1936 роках проєктуванням та будівництвом будівлі фінансового бюро.
Найбільша робота Ґочара для Пардубиць також належить до періоду функціоналізму — проєкту Грандготель та Районного дому, який був реалізований у 1927—1931 роках. Багатофункціональний чотириповерховий палац займав велику площу західної сторони сьогоднішньої площі Республіки, мав у підвалі кілька функціональних залів, кафе, бар, приміщення готелю, офіси та кінотеатр. У той час частина фасаду була викладена по-сучасному синьо-сірими скляними плитами — опакситом, кафе розмістили у кутовому напівкруглому заскленому еркері. На початку 1990-х цей комплекс перестав виконувати початкові цілі, будівля кілька років пустувала, а потім була перебудована під торговий центр.

## Досягнення
- 1925 рік — На Всесвітній виставці в Парижі Йозеф Ґочар був удостоєний вищої нагороди — Гран Прі в номінації «архітектура».

## Будівлі
- Дім «У чорної Мадонни», Прага (1911–12)
- Банк Чехословацьких Легіонерів, Прага (1922–25)
- Будинок Масарика, Градець-Кралове (1924–26)
- Навчальний комплекс в Тилеві поблизу Градець-Кралове (1924–27)
- Вілли в празькому районі Баба (1928–34)
- Павільйони і вілли в Лазне-Богданич

## Галерея

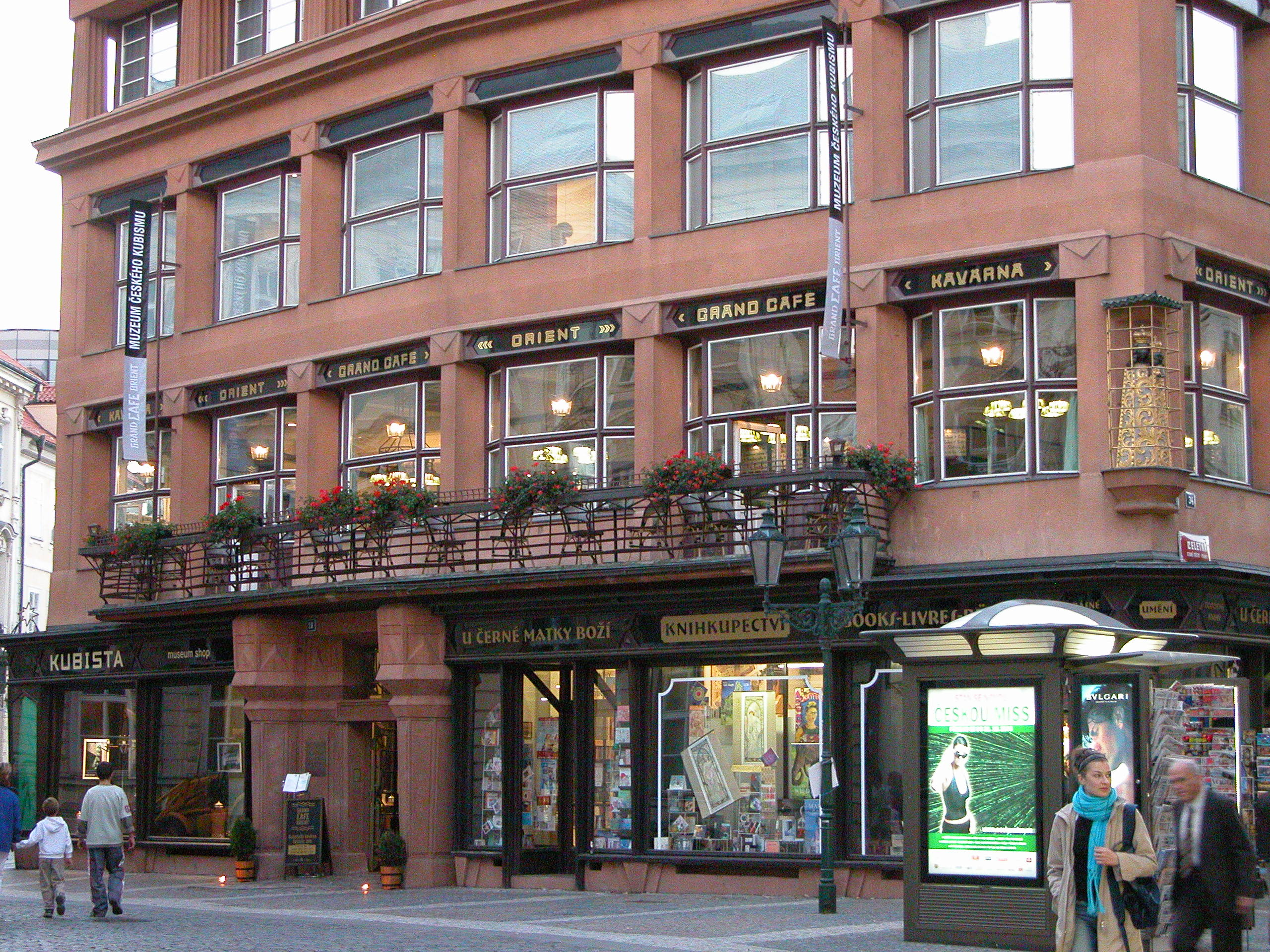
Будинок у Чорної Мадонни, Прага
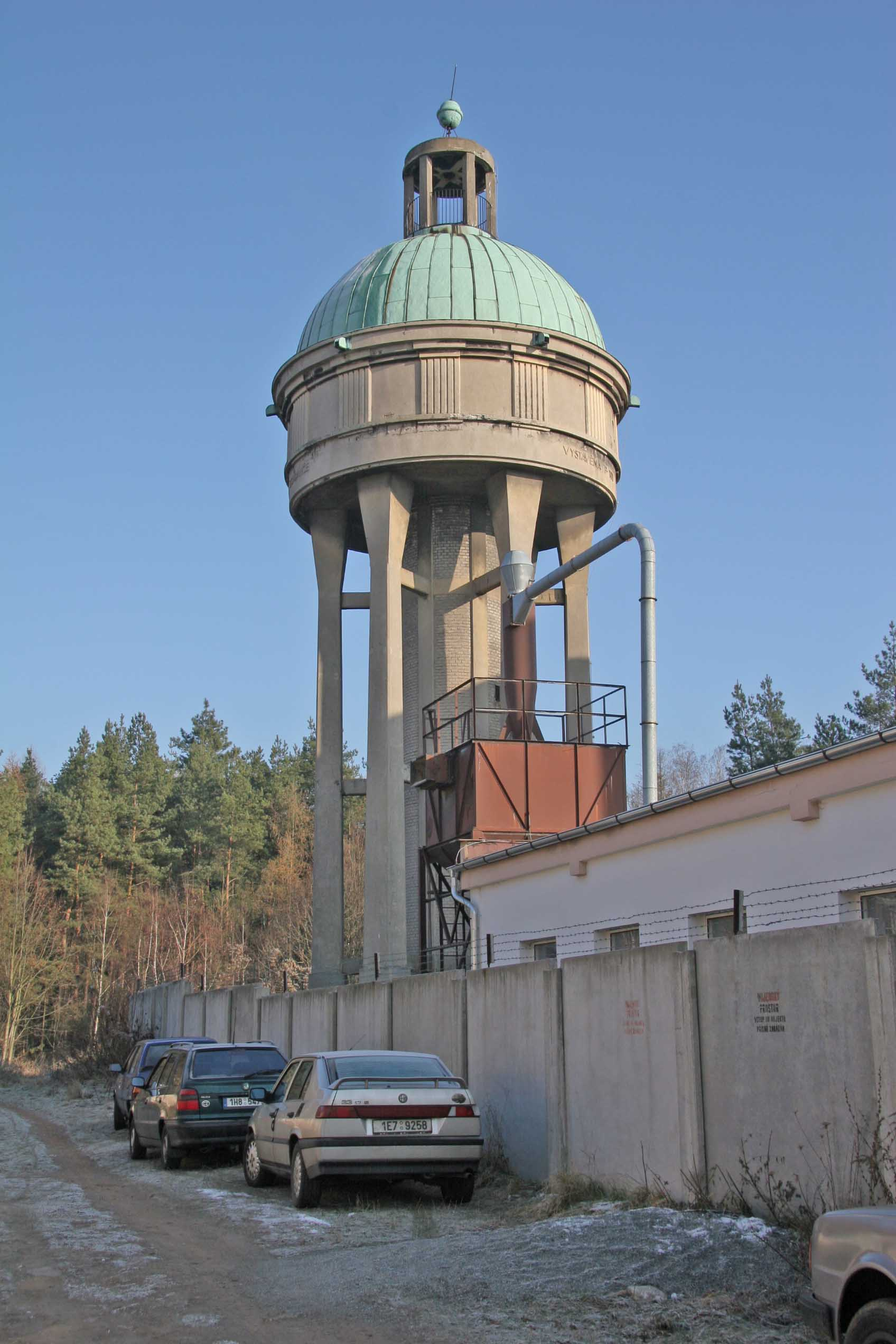
Водонапорна башта в Лазне-Богданеч
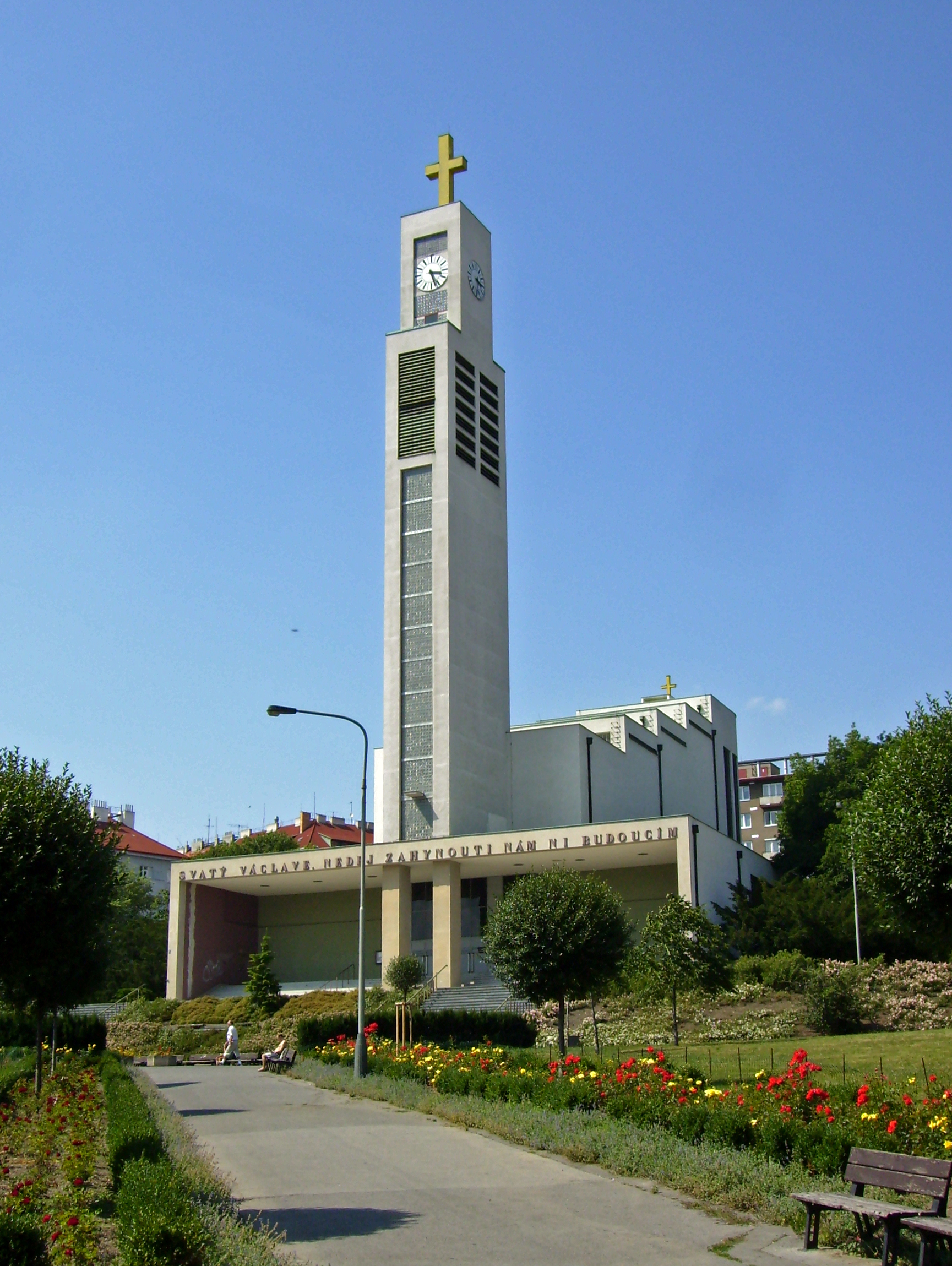
Собор Св. Вацлава, Прага
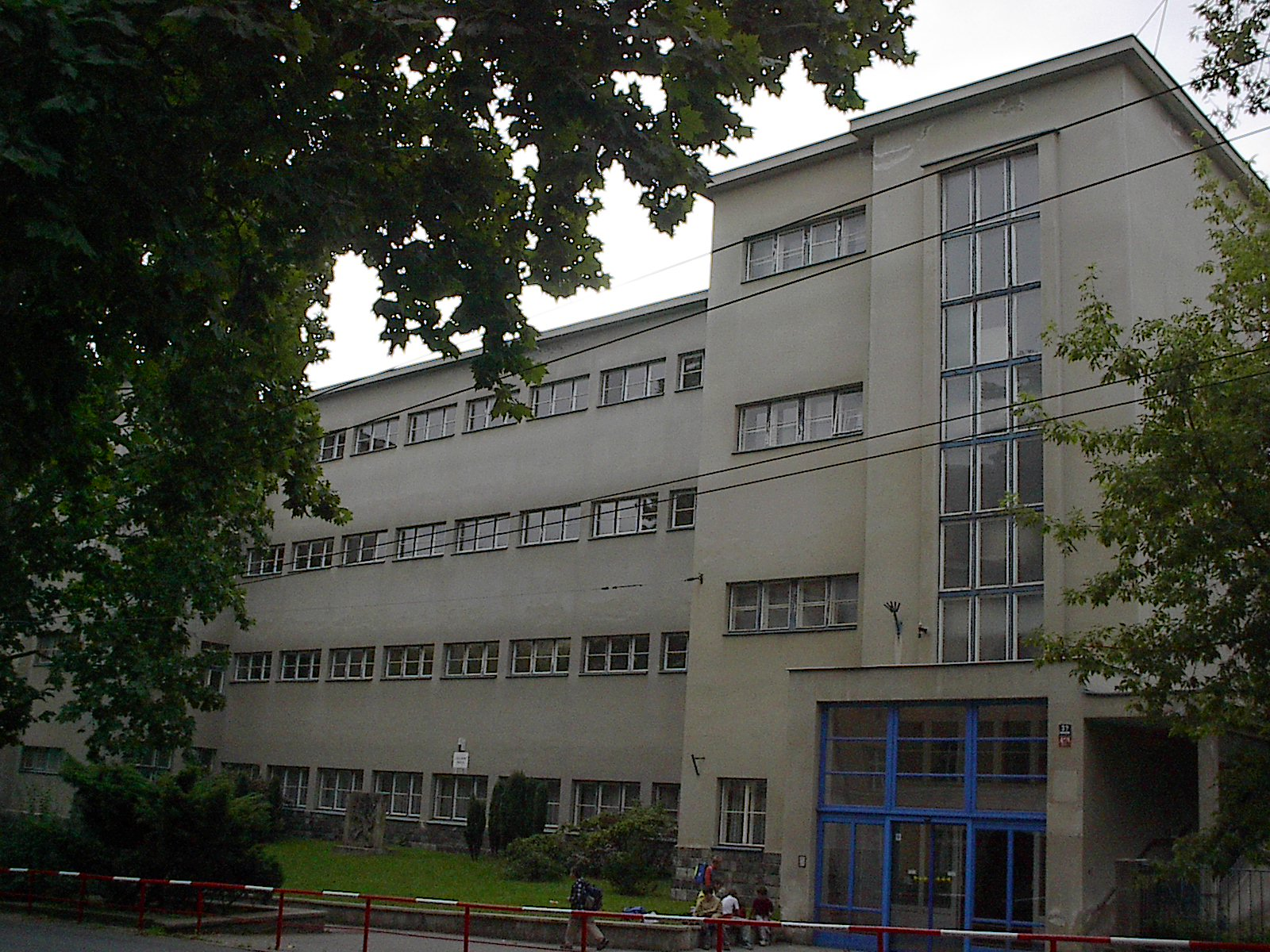
Школа в Усті-над-Лабем
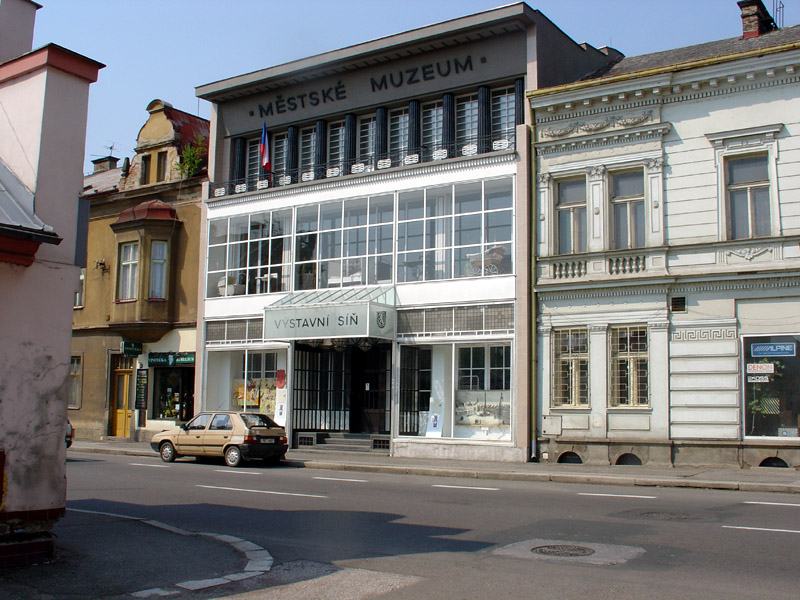
Міський музей в Яромержі
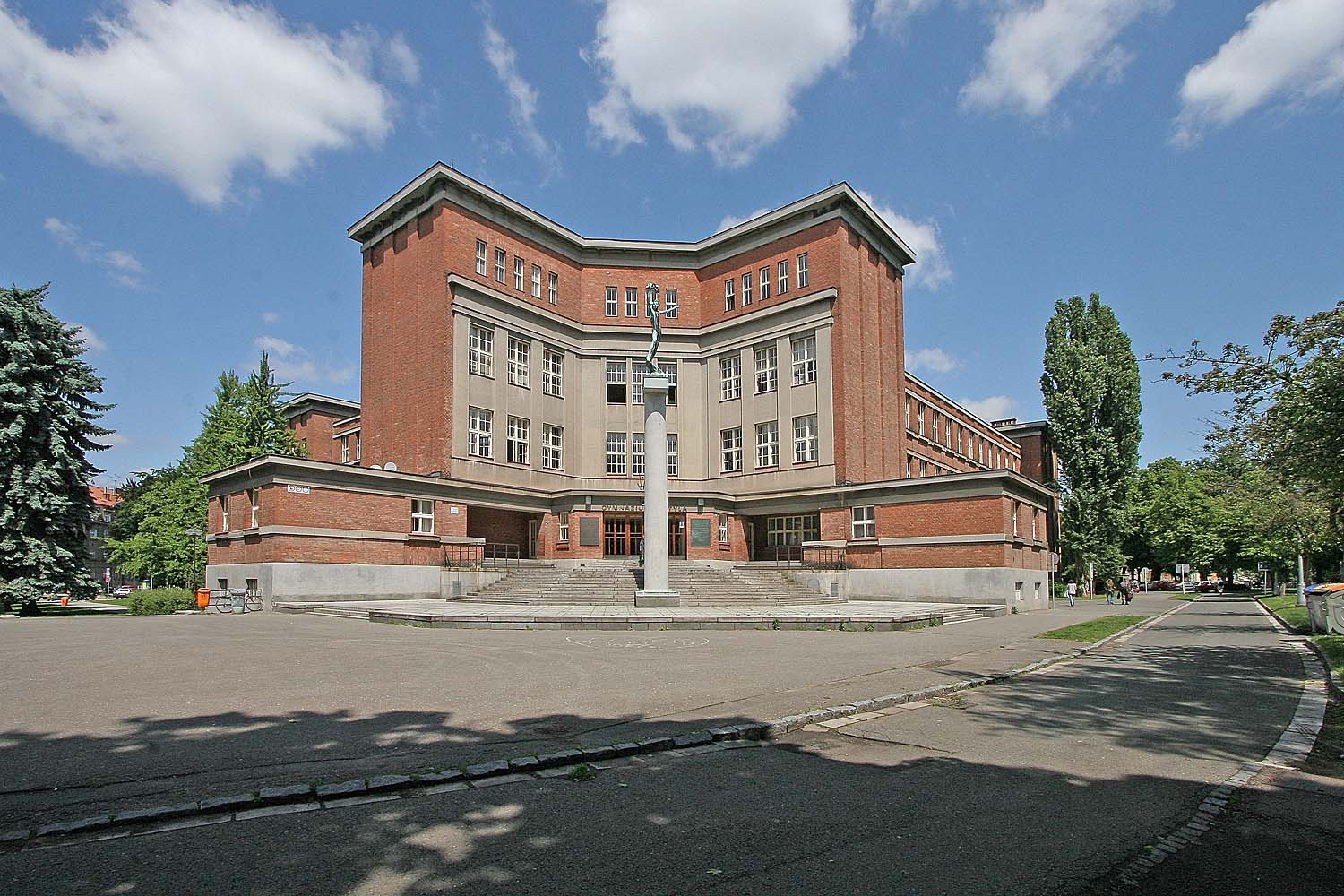
Гімназія Каетана Тила, Градець-Кралове
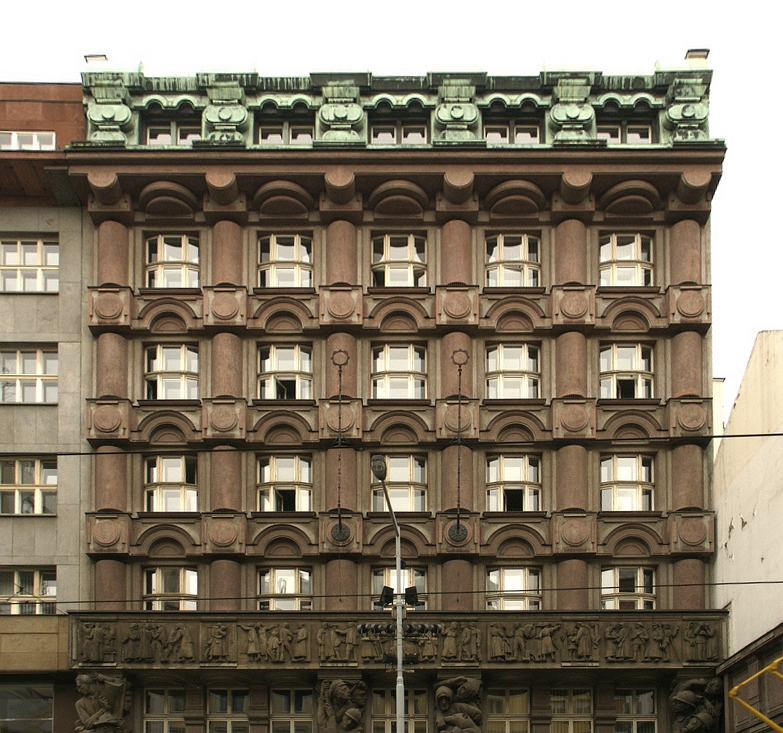
Банк Чеських Легіонів, Прага
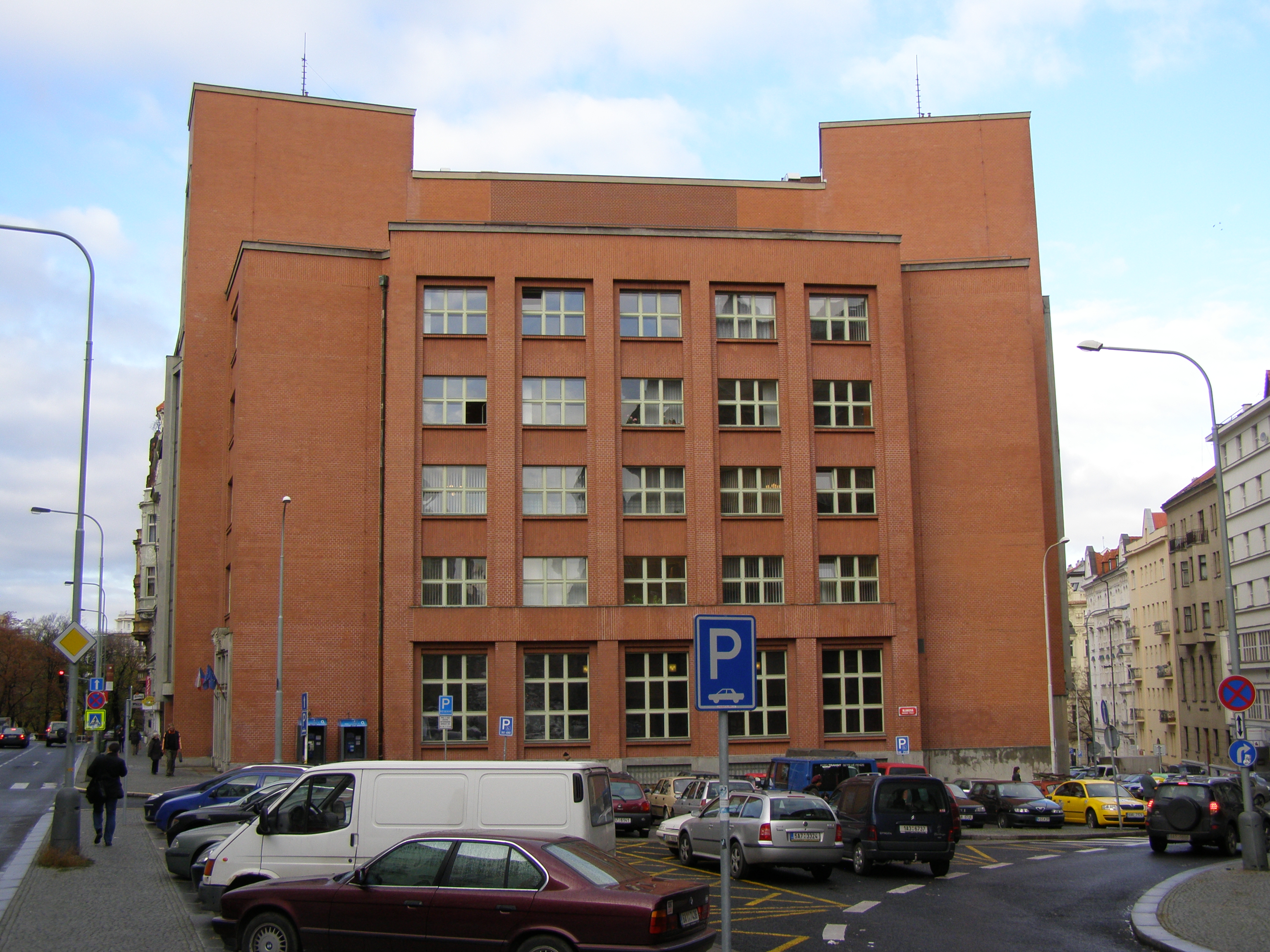
Дім земельного управління
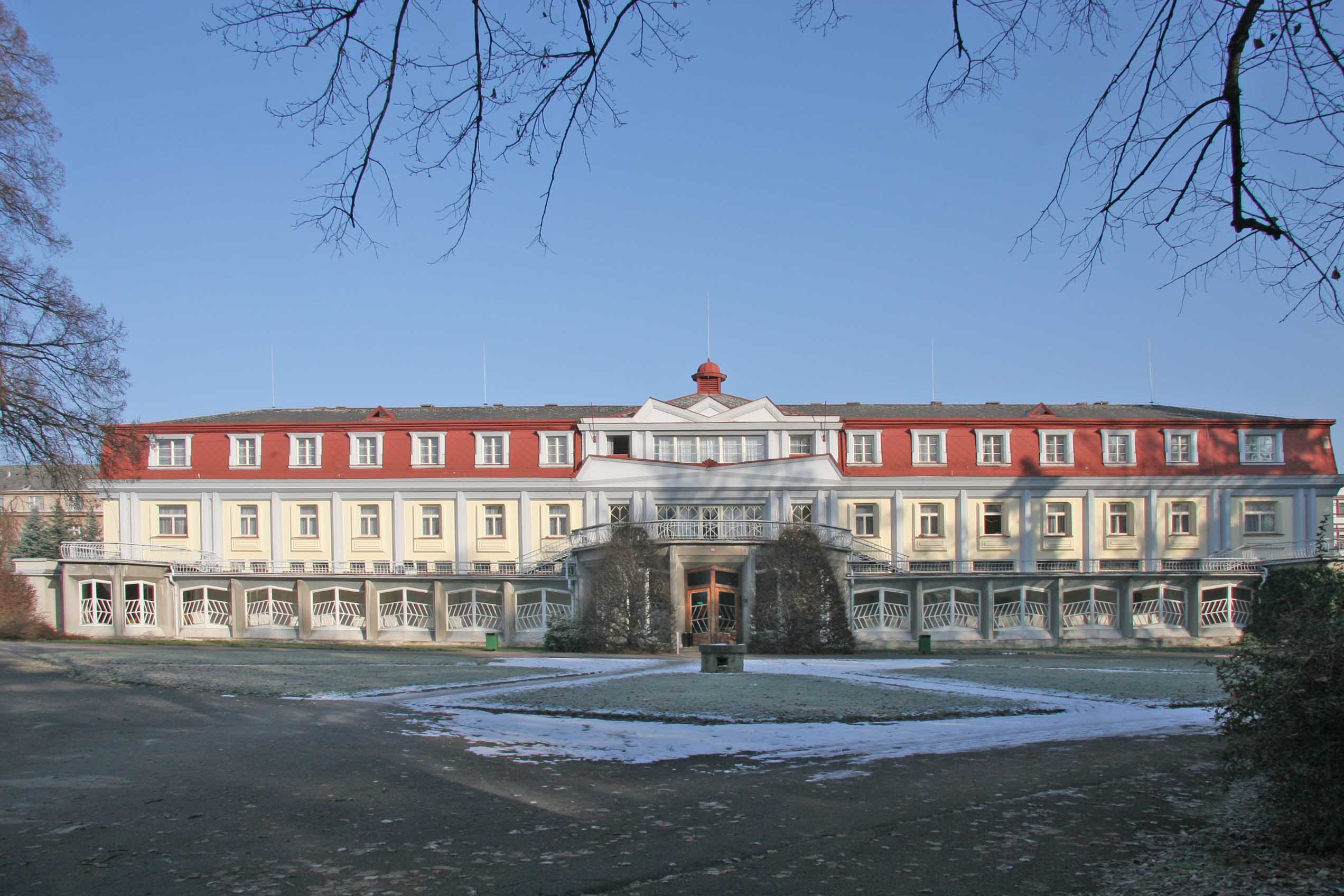
Будинок в Лазне-Богданеч
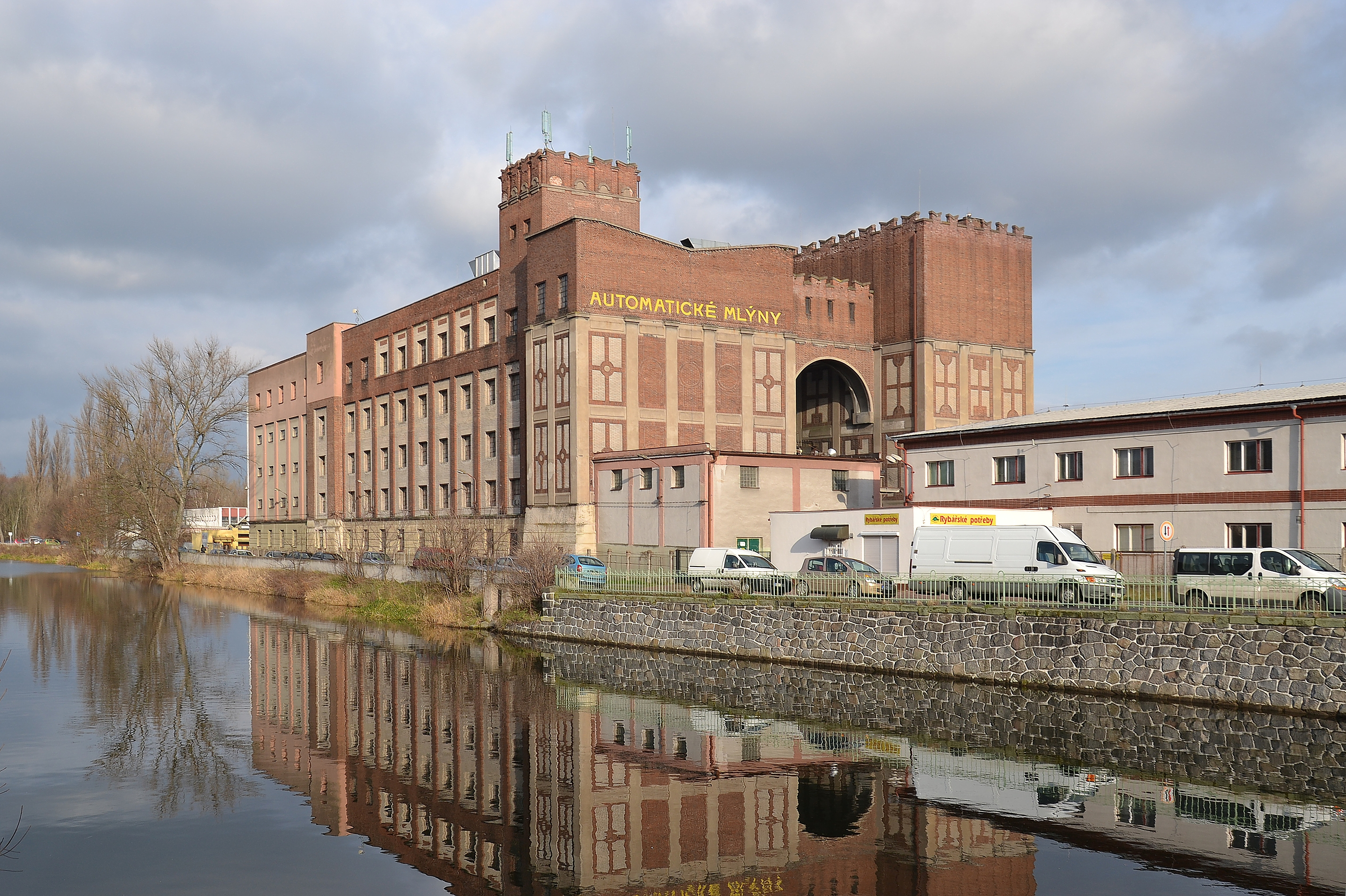
Млин у Пардубицях (1911)
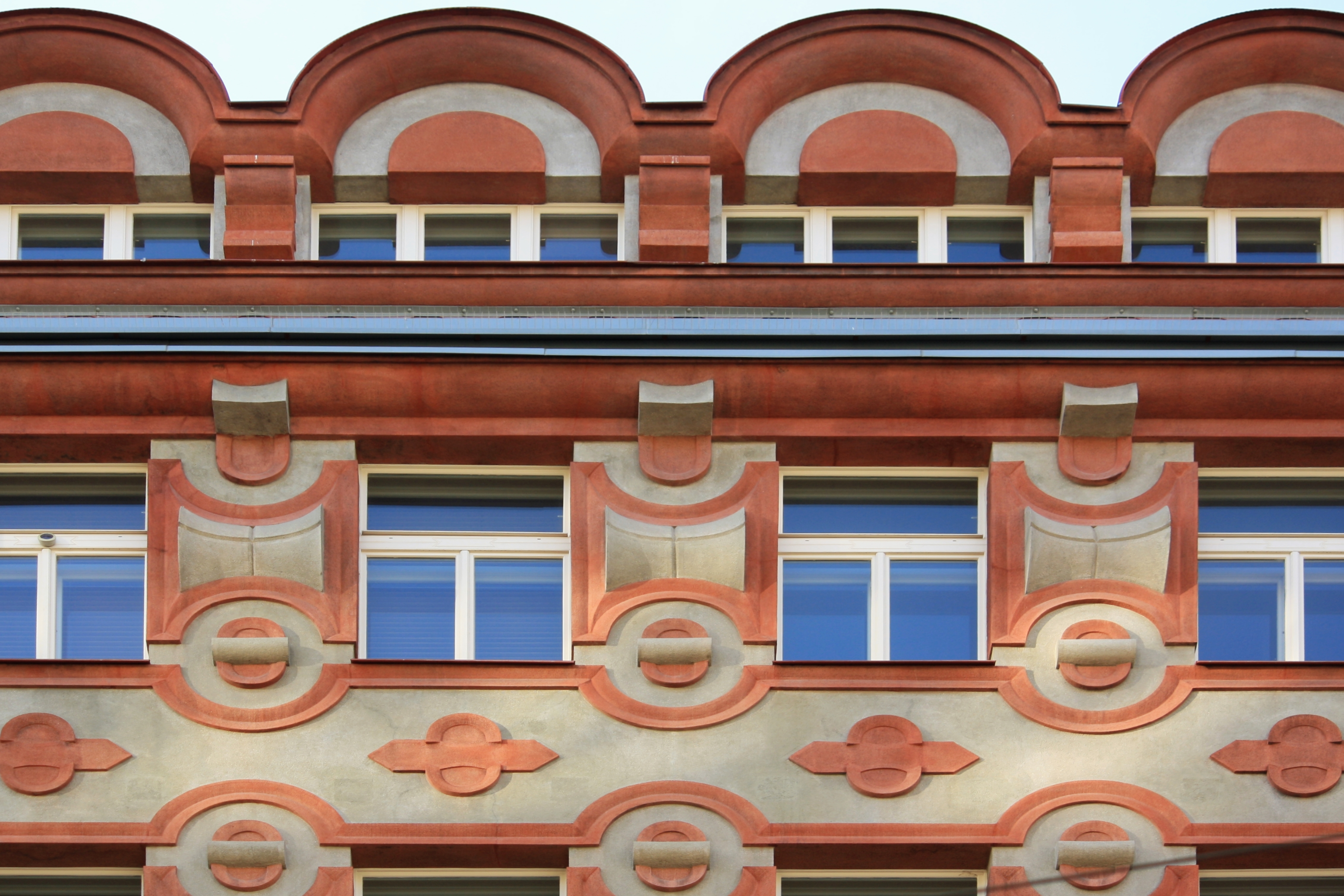
Фасад будинку Франтішека Мишака, Прага
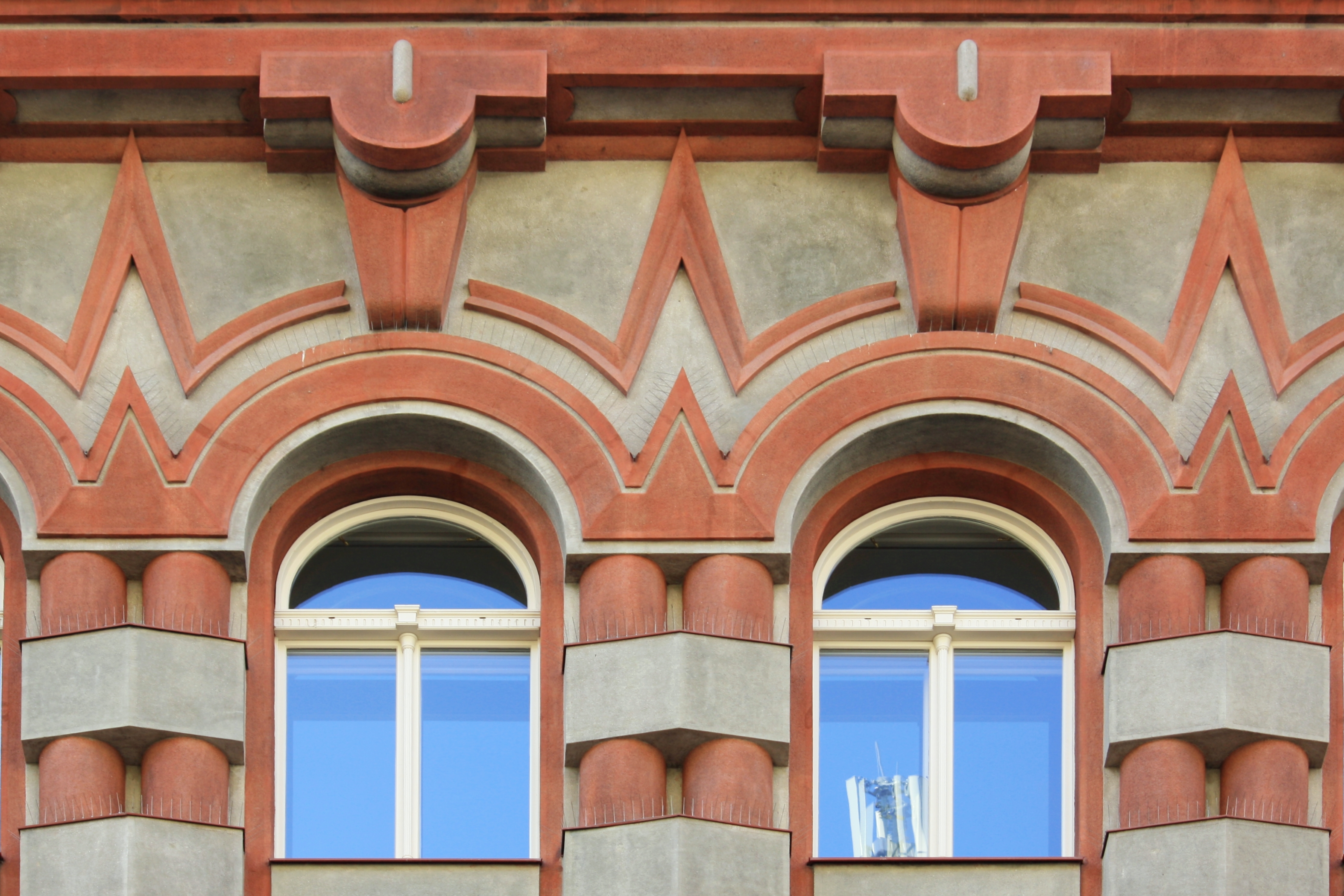
Фасад будинку Франтішека Мишака, Прага
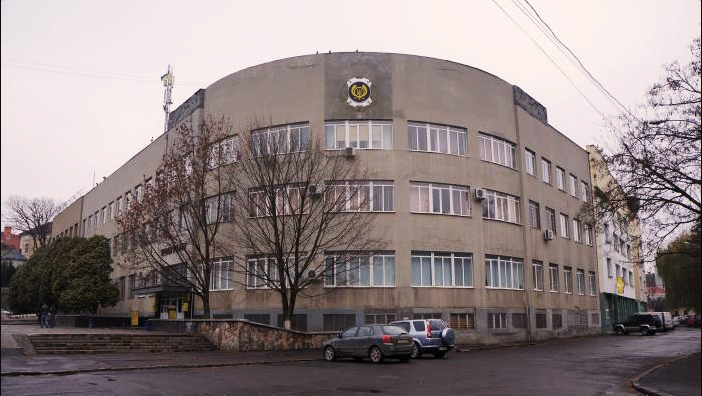
Будівля пошти, Ужгород
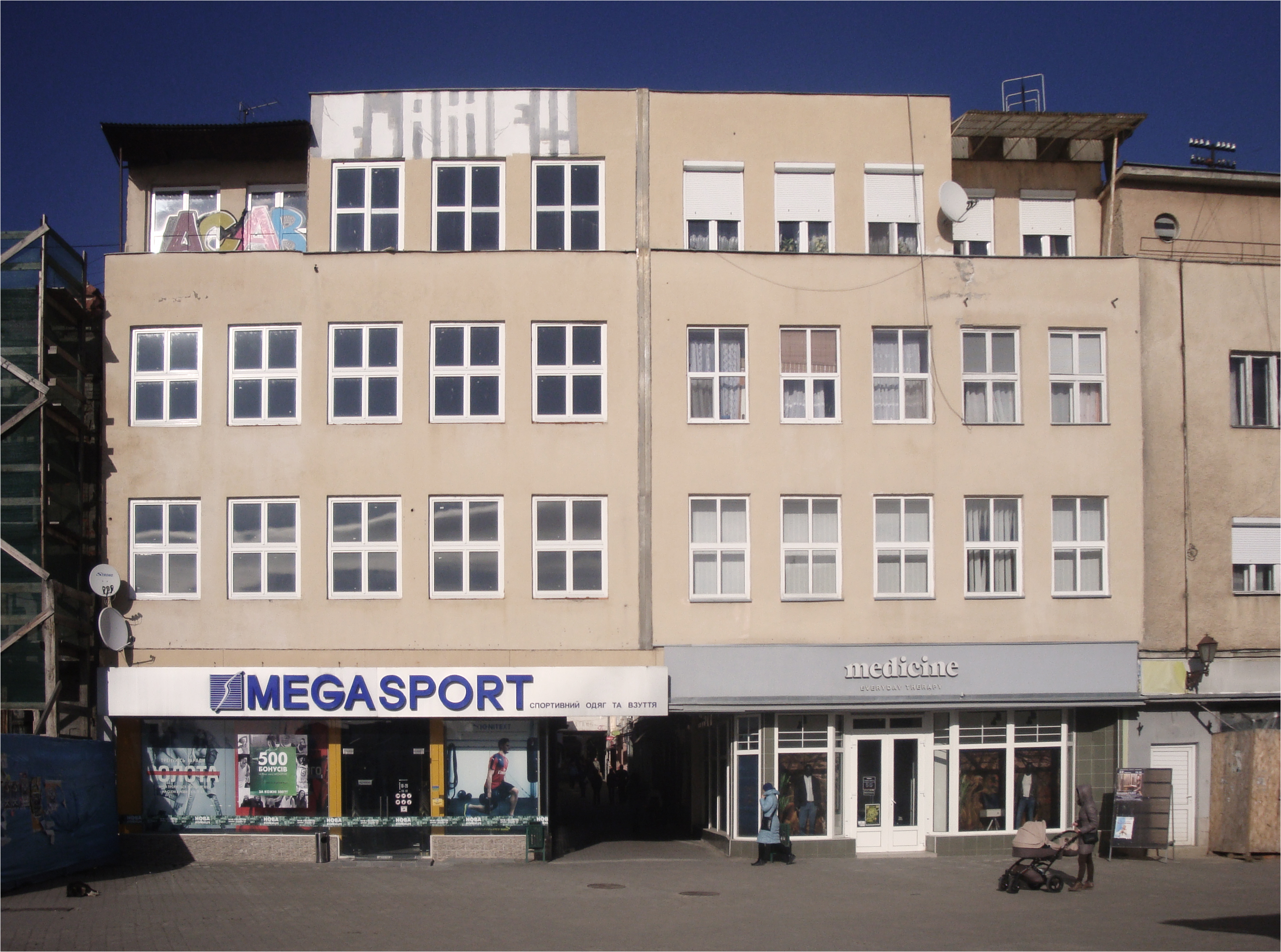
Будівля фірми BAŤA в Ужгороді